# Testuggine (arma da assedio)

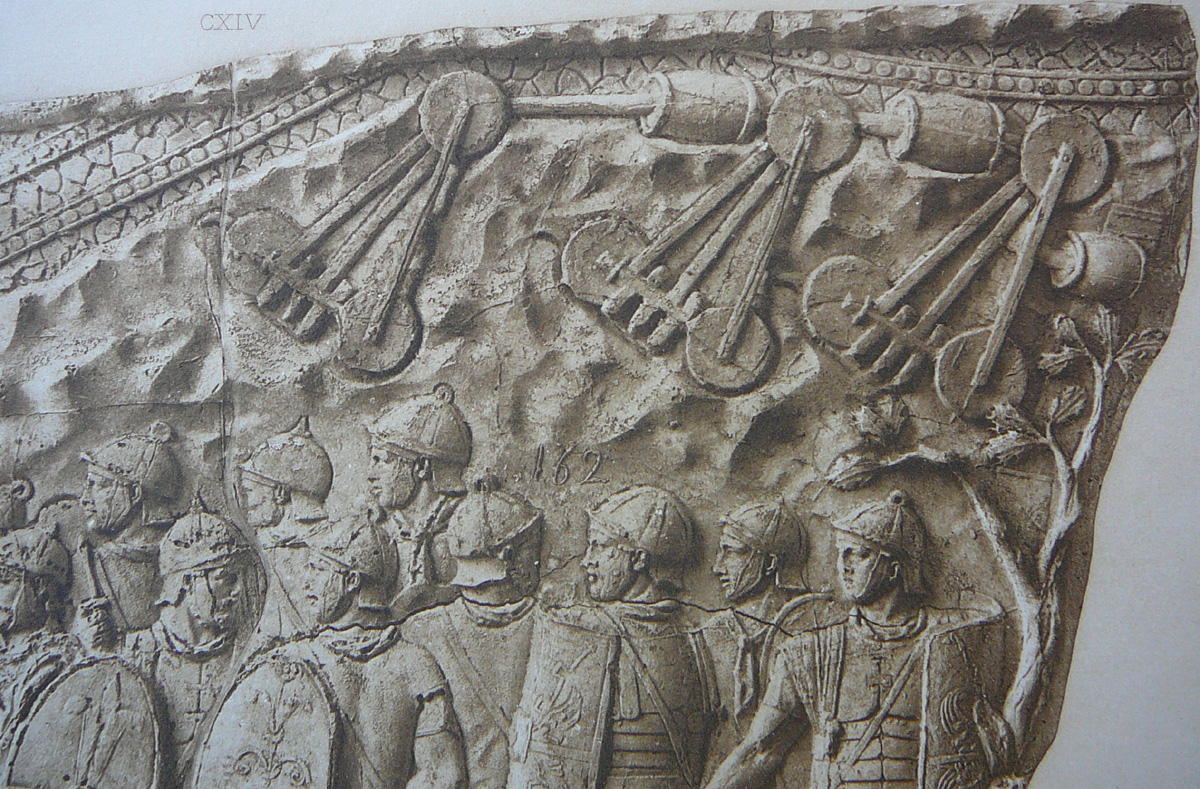
Rappresentazione di testuggini rostrate a forma di prua di nave (detta embolon), dalla Colonna di Traiano, scena LXXXV secondo Conrad Cichorius.

La testuggine (dal latino testudo; dal greco chelonè) si intendeva una macchina militare, che permetteva agli assedianti di avvicinarsi alle mura nemiche e poi lavorare alla demolizione delle stesse, protetti da questa struttura mobile. Era di solito montata su ruote, oltre ad essere costruita con robuste travi in legno opportunamente inclinate e protette a loro volta da un tavolato ed uno strato di argilla, per evitare che i massi, barili, tronchi, la pece infuocata o l'olio bollente, lanciati dagli assediati, potessero danneggiare la struttura. Al contrario potessero scivolare rapidamente ai piedi della struttura stessa, possibilmente senza arrecare danni agli uomini che vi lavoravano sotto. L'estremità inferiore della struttura, opposta alle mura avversarie, era normalmente dotata di punte, per fare in modo che la macchina rimanesse ancorata al terreno. Vi era poi un particolare tipo di testudo a rostro, chiamata embolon. Si trattava di una struttura a forma di prua di nave, che serviva in caso di assedi di città o fortezze che si trovavano su pendii particolarmente ripidi a garantire una migliore protezione agli assedianti. Erano strutture più resistenti in caso di lancio sopra le stesse di massi, barili, tronchi, ecc..
L'evoluzione della testuggine fu la testudo arietata, vale a dire l'unione tra due strumenti d'assedio facilmente identificabili. In sostanza l'ariete era mosso su rulli o ruote, e la percussione contro le mura nemiche era azionata tirando avanti e indietro, le funi ancorate alla parte posteriore. I soldati che azionavano tale macchina, erano a loro volta, protetti da una tettoia coperta di pelli resistenti al fuoco. In questo modo la parte anteriore a forma di ariete veniva sospinto contro le mura, per creare una breccia, mentre coloro che l'azionavano, erano al riparo da dardi e pietre nemiche.